# Pero lasiocampodes
Pero lasiocampodes är en fjärilsart som beskrevs av Paul Dognin 1907. Pero lasiocampodes ingår i släktet Pero och familjen mätare. Inga underarter finns listade i Catalogue of Life.